# Sollebrunn
Sollebrunn är en tätort i Alingsås kommun. Den ligger utmed den urgamla vägen från Lödöse (senare Göteborg) till Skara, och vidare upp mot Mälardalen. Efter att landsvägen mellan Vänersborg och Alingsås anlagts på 1700-talet blev den en viktig knutpunkt. Erska kyrka ligger nära söder om tätorten. 
Sollebrunn har hyst både skjutsstation och tingshus för Bjärke härad, hade 1900-1970 station på Västgötabanan Göteborg-Skara och var 1952-1974 centralort för Bjärke kommun.
I Sollebrunn finns grundskola från förskolan till årskurs nio. Skolan heter Sollebrunns skola. I tätorten finns ett äldreboende, Bjärkegården.
Idag är Sollebrunn främst en serviceort för den omgivande bygden. 2003 invigdes mitt i samhället en konstfärdigt gjord brunn, kallad "Solle-Brunnen".
Sollebrunns AIK och VK Bjärke är idrottsföreningarna i Sollebrunn. De består av volleyboll, gymnastik, fotboll och innebandy. Totalt är över 500 medlemmar engagerade i Sollebrunns AIK. Föreningen bildades 1933. En spelare som har sitt ursprung från Sollebrunns AIK är Robin Söder.

## Befolkningsutveckling
| Befolkningsutvecklingen i Sollebrunn 1960–2020 | Befolkningsutvecklingen i Sollebrunn 1960–2020 | Befolkningsutvecklingen i Sollebrunn 1960–2020 | Befolkningsutvecklingen i Sollebrunn 1960–2020 | Befolkningsutvecklingen i Sollebrunn 1960–2020 |
| ---------------------------------------------- | ---------------------------------------------- | ---------------------------------------------- | ---------------------------------------------- | ---------------------------------------------- |
|                                                |                                                |                                                |                                                |                                                |
| År                                             |                                                |                                                | Folkmängd                                      | Areal (ha)                                     |
| 1960                                           | 1960                                           |                                                | 606                                            |                                                |
| 1965                                           | 1965                                           |                                                | 740                                            |                                                |
| 1970                                           | 1970                                           |                                                | 786                                            |                                                |
| 1975                                           | 1975                                           |                                                | 1 124                                          |                                                |
| 1980                                           | 1980                                           |                                                | 1 331                                          |                                                |
| 1990                                           | 1990                                           |                                                | 1 393                                          | 134                                            |
| 1995                                           | 1995                                           |                                                | 1 436                                          | 140                                            |
| 2000                                           | 2000                                           |                                                | 1 419                                          | 140                                            |
| 2005                                           | 2005                                           |                                                | 1 434                                          | 141                                            |
| 2010                                           | 2010                                           |                                                | 1 440                                          | 140                                            |
| 2015                                           | 2015                                           |                                                | 1 482                                          | 191                                            |
| 2020                                           | 2020                                           |                                                | 1 523                                          | 195                                            |
|                                                |                                                |                                                |                                                |                                                |

## Samhället

### Bankväsende
Den år 1903 grundade Bjerke härads folkbank hade ett kontor i Sollebrunn från dess start. Folkbanken bytte namn till Bjärke härads folkkassa redan 1905. År 1911 såldes verksamheten till Enskilda Banken i Vänersborg. Vänersborgsbanken uppgick senare i Handelsbanken. Sparbanken i Alingsås öppnade ett kontor i Sollebrunn år 1954.
Handelsbanken stängde mot slutet av 2010-talet. Därefter fanns Sparbanken Alingsås kvar på orten.

## Kända personer med anknytning till Sollebrunn
- Olle Agnell, konstnär
- Annika Qarlsson, politiker
- Rockgruppen Jerusalem bodde i Sollebrunn på 1980-talet.
- Ylva Lööf, Skådespelare